# Marie Korsaga
Marie Korsaga, née 16 juillet 1986 à Méguet, au Burkina Faso, est une astrophysicienne. Elle est la première femme docteure en astrophysique d'Afrique de l'Ouest. Elle effectue sa thèse de doctorat, soutenue en décembre 2018, dans l'équipe de « physique des galaxies (PDG) au Laboratoire d'astrophysique de Marseille (LAM), en co-tutelle avec l'Université du Cap. Elle est aussi membre junior de l'Union astronomique internationale. Au delà de la recherche, elle travaille avec l'Office of Astronomy for Development (en), qui a pour mission d'utiliser l'astronomie comme outil de développement pour les pays en voie de développement. Marie Korsaga est également la fondatrice de la plateforme dénommée FeB-STIM (femmes du Burkina en sciences, technologie, ingénierie et mathématiques), qui est une page Facebook pour partager des informations sur les opportunités liées aux domaines des sciences et technologie, pour motiver et amener les jeunes filles et femmes à embrasser les STIM dans le but de briser les stéréotypes liés au genre. Elle est également membre de OWSD (Organization for Women in Science for the Developing World), forum international fondé en 1993 qui attribue des bourses de recherche en science pour les étudiantes de troisième cycle des pays en développement.

## Biographie
Fille d'un policier, Felix Korsaga, et d'une infirmière Nana Antoinette, Marie Korsaga a toujours eu une passion pour les phénomènes de l'univers.
Après ses études primaires à l'école Ziniaré, elle s'inscrit au Collège protestant de Ouagadougou. Attirée par les matières scientifiques, elle se spécialise dès le lycée en mathématiques et physique et obtient son baccalauréat série C en 2006. 
Elle fait ensuite ses études supérieures de la première année jusqu'à l'obtention de son diplôme d'études approfondies (DEA) en physique appliquée en 2012 à l'Unité de formation et de recherche en sciences exactes et appliquées (UFR/SEA) de l'université Joseph Ki-Zerbo de Ouagadougou, avec comme option de recherche l'astrophysique.
Après son DEA, elle se rend en France au Laboratoire d'astrophysique de Marseille (LAM) pour y faire un stage de recherche puis une thèse de doctorat en co-tutelle avec l'Université du Cap, en Afrique du Sud. Sa thèse porte sur la distribution de la matière noire et de la matière lumineuse dans les galaxies spirales et irrégulières.
En 2020, Korsaga est chercheuse et conférencière en astrophysique.
En 2022, elle est astrophysicienne affiliée à l'Université Joseph Ki-Zerbo de Ouagadougou.

## Objectifs professionnels

### Recherche-enseignement
Marie Korsaga voudrait mieux appréhender la formation et l'évolution des galaxies mais également la relation entre la vitesse de rotation des galaxies, la masse et la luminosité. Elle aimerait acquérir d'autres expériences de recherche en coopérant avec des chercheurs astrophysiciens en Afrique du Sud.
Elle souhaite enseigner et promouvoir au Burkina l'astrophysique afin de contribuer à la formation des jeunes et surtout des filles à la science en accordant des cours dans les universités. Elle remarque une nette absence des femmes dans les sciences en Afrique de l'Ouest. Un domaine jugé masculin, cependant elle souhaite encourager et inspirer autant de jeunes filles et leur servir d'exemple,.

### Projets
Elle veut procurer des présentations sur l'univers au grand public en édifiant des planétariums dans les localités de son pays. Elle souhaiterait construire des écoles scientifiques destinées aux femmes en Afrique, également permettre aux héroïnes scientifiques d'attester leurs cheminement exemplaires en organisant des ateliers.
La Burkinabé voudrait aussi installer un télescope de recherche dans le but de mieux vulgariser l'astrophysique au Burkina Faso et de l'Afrique en général, ce qui faciliterait la formation des étudiants, et permettrait de dynamiser l'économie et de promouvoir des infrastructures dans plusieurs localités selon elle.
Elle milite aussi pour la création de clubs d'astronomie attribués aux enfants afin de satisfaire leur curiosité sur les phénomènes de l'univers, et aussi introduire l'astronomie dès le lycée car pour elle c'est un outil de développement et de création d'emplois pour les jeunes.

## Distinctions
- 2022 : Prix junior du Réseau africain des femmes en astronomie[12].